# Moby Dick
Moby-Dick; or, The Whale (em português: Moby Dick, ou, A baleia) é um romance publicado em 1851 pelo escritor estadunidense Herman Melville. No livro, Ishmael narra a busca obsessiva de Ahab, capitão do navio baleeiro Pequod, por Moby Dick, o gigante cachalote branco que, na viagem anterior do navio, arrancara parte da perna do capitão. Uma contribuição para a literatura do "Renascimento Americano", Moby Dick recebeu críticas mistas e foi um fracasso comercial, chegando a não ser nem mais impresso no momento da morte do autor, em 1891. Sua reputação como um "Grande Romance Americano" foi estabelecida apenas no século XX, após o centenário do nascimento do autor. William Faulkner disse que gostaria de ter escrito o livro ele mesmo, e D. H. Lawrence o chamou de "um dos mais estranhos e mais maravilhosos livros do mundo" e "o maior livro marítimo já escrito". Sua frase de abertura, "Call me Ishmael", está entre as mais famosas da literatura mundial.
Melville começou a escrever Moby Dick em fevereiro de 1850 e terminou 18 meses depois, um ano a mais do que havia previsto. Melville baseou-se em sua experiência como marinheiro comum de 1841 a 1844, incluindo vários anos em baleeiros e em ampla leitura na literatura baleeira. A baleia branca é modelada na notoriamente difícil de capturar baleia albina Mocha Dick, e o final do livro é baseado no naufrágio do baleeiro Essex em 1820. As descrições detalhadas e realistas da caça à baleia e da extração de óleo de baleia, bem como como a vida a bordo de um navio entre uma tripulação culturalmente diversificada, são misturados com a exploração de classe e status social, bem e mal, e a existência de Deus. As influências literárias do livro incluem Shakespeare e a Bíblia. Além da prosa narrativa, Melville usa estilos e recursos literários que vão desde canções, poesia e catálogos até direções de palco, solilóquios e apartes shakespearianos. Em agosto de 1850, com o manuscrito talvez pela metade, ele conheceu Nathaniel Hawthorne e ficou profundamente impressionado com seus Mosses from an Old Manse, que ele comparou a Shakespeare em suas ambições cósmicas. Este encontro pode tê-lo inspirado a revisar e aprofundar Moby Dick, que é dedicado a Hawthorne, "Em sinal de minha admiração por seu gênio".
O livro foi publicado pela primeira vez (em três volumes) como The Whale em Londres em outubro de 1851, e sob seu título definitivo, Moby-Dick; or, The Whale, em uma edição de volume único em Nova Iorque em novembro. O editor londrino, Richard Bentley, censurou ou alterou passagens sensíveis; Melville também fez revisões, incluindo uma mudança de última hora no título da edição de Nova York. A baleia, no entanto, aparece no texto de ambas as edições como "Moby Dick", sem o hífen. Revisores na Grã-Bretanha foram amplamente favoráveis, embora alguns objetassem que a história parecia ter sido contada por um narrador que morreu com o navio, já que a edição britânica não tinha o epílogo contando a sobrevivência de Ishmael. Os revisores americanos foram mais hostis.

## Enredo
No começo do livro Ishmael viaja da ilha de Manhattan para New Bedford, Massachusetts, com planos de se inscrever em uma viagem de caça às baleias. A pousada está superlotada, então ele deve dividir a cama com o canibal tatuado polinésio Queequeg, um arpoador cujo pai era rei da ilha fictícia de Kokovoko. Na manhã seguinte, Ishmael e Queequeg assistem a um sermão e partem para Nantucket onde Ishmael se inscreve na viagem do navio baleeiro Pequod. Um dos donos do navio descreve o capitão Ahab: "É um homem grande, não é religioso, parece um deus" que, no entanto, "conserva seu lado humano". Eles contratam Queequeg na manhã seguinte. Um homem chamado Elias profetiza um destino terrível caso Ishmael e Queequeg se juntem a Ahab. Enquanto as provisões são carregadas, figuras sombrias embarcam no navio. Em um dia frio de Natal, o Pequod deixa o porto.
Ishmael discute cetologia e descreve os membros da tripulação. O primeiro imediato é Starbuck, de 30 anos, um quacre de Nantucket com uma mentalidade realista, cujo arpoador é Queequeg; o segundo imediato é Stubb, de Cape Cod, despreocupado e alegre, cujo arpoador é Tashtego, um orgulhoso índio puro-sangue de Gay Head; e o terceiro imediato é Flask, de Martha's Vineyard, baixo, corpulento, cujo arpoador é Daggoo, um africano alto, agora residente em Nantucket.
Quando Ahab finalmente aparece no tombadilho, ele anuncia que está se vingando da baleia branca que lhe arrancou um pedaço da perna. Ahab dará ao primeiro homem que avistar Moby Dick um dobrão, uma moeda de ouro, que ele prega no mastro. Starbuck objeta que não veio por vingança, mas para lucrar. Em vez de contornar o Cabo Horn, Ahab dirige-se para o Oceano Pacífico equatorial através da África Austral. Uma tarde, enquanto Ishmael e Queequeg estão tecendo uma esteira, Tashtego avista um cachalote. Cinco homens anteriormente desconhecidos aparecem no convés e são revelados como uma tripulação especial selecionada por Ahab e explicam as figuras sombrias vistas a bordo do navio. Seu líder, Fedallah, um parse, é o arpoador de Ahab. A perseguição é mal sucedida.

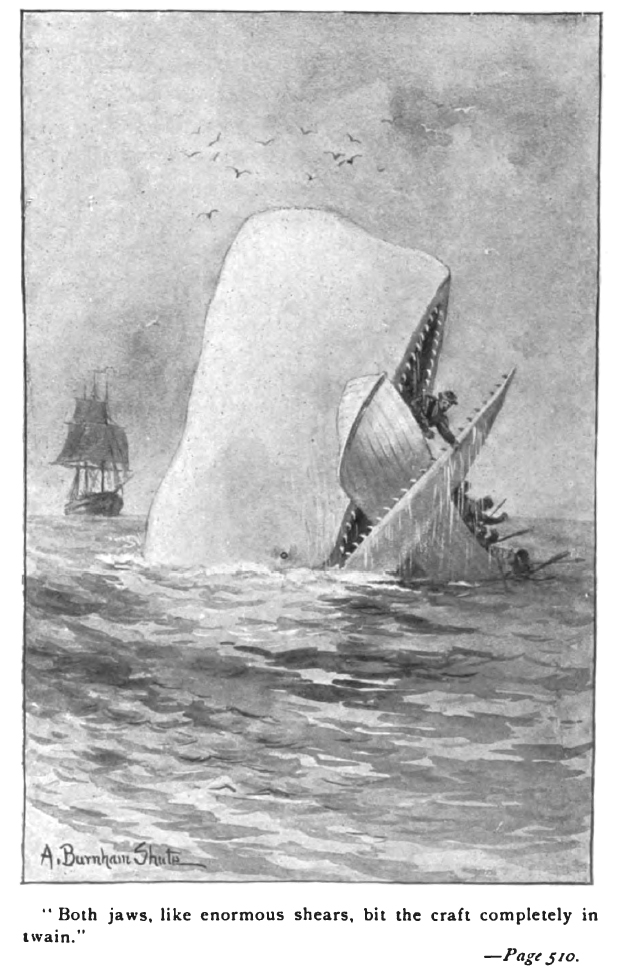
Moby Dick atacando um bote baleeiro.

Durante a travessia pelo Cabo da Boa Esperança o Pequod encontra dois, de um total de nove ao longo do livro, navios navegando em direção contrária: o Albatroz e o Town-Ho. Ishmael então discorre sobre representações de baleias, brit (criaturas marinhas microscópicas das quais as baleias se alimentam), lulas e ostaxas. No dia seguinte, no Oceano Índico, Stubb mata um cachalote, e naquela noite Fleece, o cozinheiro do Pequod, prepara-lhe um bife de baleia. Fleece, a pedido de Stubb, faz um sermão aos tubarões que lutam entre si para se banquetear com a carcaça da baleia, amarrada ao navio, dizendo que sua natureza é ser voraz, mas eles devem superá-la. A baleia é preparada, decapitada e os barris de óleo são testados. Em seguida, o Pequod encontra o Jeroboão, que não apenas perdeu seu primeiro imediato para Moby Dick, mas também agora é atormentado por uma epidemia.
Stubb e Flask matam uma baleia franca cuja cabeça está presa a uma verga oposta à cabeça do cachalote. Ishmael compara as duas cabeças de maneira filosófica: a baleia franca é lockeana, estóica, e o cachalote é kantiana, platônica. Tashtego corta a cabeça do cachalote e recupera baldes de espermacete. Ele cai dentro da cabeça, que por sua vez cai da verga no mar. Queequeg mergulha atrás dele e liberta seu companheiro com sua espada.
Logo o Pequod encontra com o Jungfrau de Bremen. Ambos os navios avistam baleias simultaneamente, com o Pequod vencendo a competição. Os três arpoadores lançam seus arpões, e Flask desfere o golpe mortal com uma lança. A carcaça afunda e Queequeg mal consegue escapar. O próximo encontro do Pequod é com o baleeiro francês Bouton-de-Rose, cuja tripulação ignora o âmbar cinza no intestino da baleia doente em sua posse. Stubb os convence, mas Ahab o manda voltar antes que ele possa recuperar mais do que alguns punhados. Dias depois, um encontro com uma baleia arpoada leva Pip, um pequeno grumete preto de Connecticut, a pular de seu bote baleeiro. A baleia precisa, então, ser solta, porque Pip se emaranhou na corda. Furioso, Stubb ordena que Pip fique no bote, mas Pip depois pula novamente e é deixado sozinho no imenso mar e enlouqueceu quando foi pego.

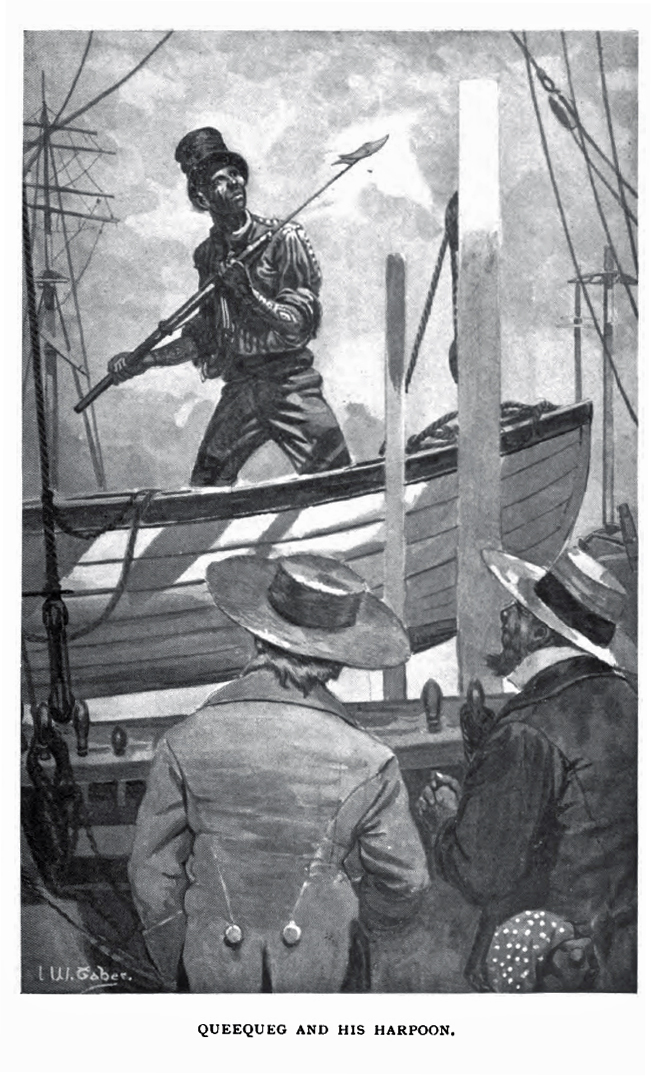
Queequeg, em uma ilustração de 1902.

O espermacete resfriado solidifica e deve ser espremido de volta ao estado líquido; a gordura é fervida nos caldeirões do convés; o óleo quente é decantado em barris e depois armazenado no navio. Após a operação, os decks são esfregados e vários membros da tripulação analisam os desenhos na moeda martelada no mastro. Os próximos encontro do Pequod é com o Samuel Enderby de Londres, capitaneado por Boomer, um sujeito que perdeu o braço direito para Moby Dick. No entanto, ele não guarda remorso em relação à baleia, que ele considera não maliciosa, mas desajeitada. Ahab por fim volta ao seu navio. O narrador agora discute os assuntos de (1) abastecimento dos baleeiros; (2) um vale nas Arsácidas cheio de ossos de baleia esculpidos, baleias fósseis, medições de esqueletos de baleia; (3) a chance de que a magnitude da baleia diminua e que o leviatã possa perecer.
Deixando o Samuel Enderby, Ahab quebra sua perna de marfim e ordena ao carpinteiro que lhe faça outra. Starbuck informa Ahab sobre vazamento de óleo no porão. Relutantemente, Ahab ordena que os arpoadores inspecionem os barris. Queequeg, suando o dia todo embaixo do convés, fica com calafrios e logo está quase mortalmente febril. O carpinteiro faz um caixão para Queequeg, que teme um enterro comum no mar. Pip soluça e bate em seu pandeiro, parado e chamando a si mesmo de covarde enquanto elogia Queequeg por sua garra. No entanto, Queequeg de repente se recupera, convalesce brevemente e salta, de volta à boa saúde. A partir de então, ele usa seu caixão para uma caixa de reserva, que mais tarde é calafetada e lançada para substituir a bóia salva-vidas do Pequod.
Ahab vai até Perth, o ferreiro, com um saco de ferraduras de cavalo de corrida para serem forjados na haste de um arpão especial, e com suas navalhas para Perth derreter e moldar em uma farpa de arpão. Ahab tempera a lâmina com sangue de Queequeg, Tashtego e Daggoo. Em uma daquelas noites no baleeiro, Fedallah profetizou que nem carro funerário nem caixão podem ser de Ahab, que antes de morrer, Ahab deve ver dois carros funerários — um não feito por mãos mortais e outro feito de madeira americana — que Fedallah precederá seu capitão na morte e, finalmente, que apenas o cânhamo pode matar Ahab.
Mais próximo do Equador, um tufão ataca o Pequod à noite. Na manhã seguinte, o navio se encontra em outro, o Rachel, comandado pelo capitão Gardiner, de Nantucket. O Rachel está procurando sobreviventes de um de seus botes baleeiros que foram atrás de Moby Dick no dia anterior. Entre os desaparecidos está o filho mais novo de Gardiner. Ahab se recusa a participar da busca.

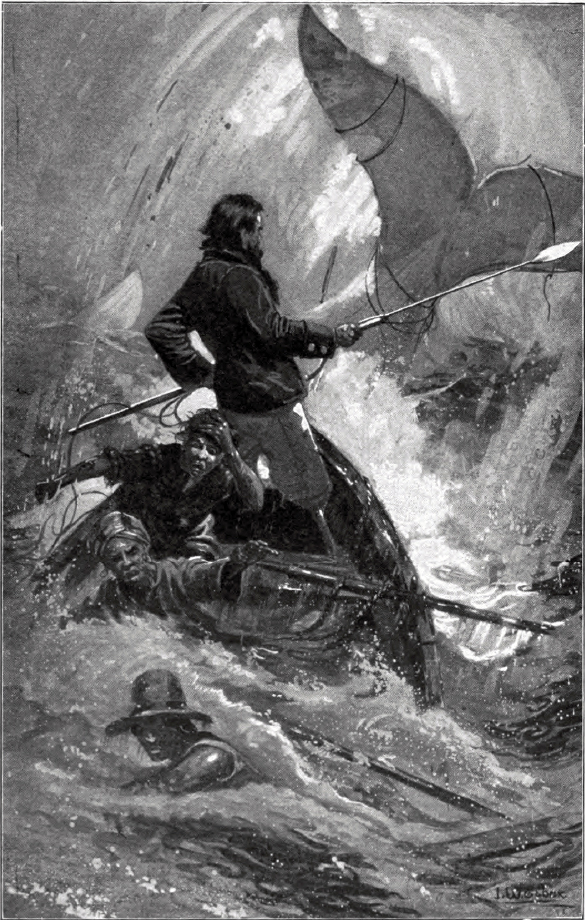
Moby Dick em uma ilustração de 1902.

Vinte e quatro horas por dia, Ahab agora caminha pelo convés, enquanto Fedallah o segue. Em seguida, o Pequod, em um nono e último encontro, encontra o Delícia, gravemente danificado e com cinco de sua tripulação mortos por Moby Dick. Seu capitão grita que o arpão que pode matar a baleia branca ainda não foi forjado, mas Ahab brande sua lança especial e mais uma vez ordena que o navio avance. Ahab compartilha um momento de contemplação com Starbuck. Ahab fala sobre sua esposa e filho, se considera um tolo por passar 40 anos caçando baleias e afirma que pode ver seu próprio filho nos olhos de Starbuck. Starbuck tenta persuadir Ahab a retornar a Nantucket para conhecer as duas famílias, mas Ahab simplesmente cruza o convés e fica perto de Fedallah.
No primeiro dia da perseguição, é Ahab quem sobe no mastro e avista Moby Dick. Ele reivindica o dobrão para si mesmo e ordena que todos os barcos desçam, exceto o de Starbuck. A baleia parte o barco de Ahab em dois, joga o capitão para fora e dispersa a tripulação. No segundo dia da perseguição, Ahab deixa Starbuck no comando do Pequod. Moby Dick esmaga os três barcos que o procuram em lascas e emaranha suas linhas. Ahab é resgatado, mas sua perna de marfim e Fedallah estão perdidos. Starbuck implora que Ahab desista, mas Ahab promete matar a baleia branca, mesmo que ele tenha que mergulhar pelo próprio globo para se vingar.
No terceiro dia da perseguição, Ahab avista Moby Dick ao meio-dia, e os tubarões também aparecem. Ahab desce seu barco pela última vez, deixando Starbuck novamente a bordo. Moby Dick quebra e destrói dois barcos. O cadáver de Fedallah, ainda enredado nas linhas sujas, é visto preso às costas da baleia, então Moby Dick acaba sendo o carro funerário que Fedallah profetizou.
"Possuído [...] por todos os anjos caídos do céu" Moby Dick é mais uma vez arpoado por Ahab. A baleia golpeia o bote, jogando seus homens no mar. Apenas Ishmael não consegue retornar ao bote. Ele é deixado para trás no mar, e assim é o único tripulante do Pequod a sobreviver ao encontro final. A baleia agora ataca fatalmente o Pequod. Ahab então percebe que o navio destruído é o carro funerário feito de madeira americana na profecia de Fedallah.
A baleia volta para Ahab, que a arpoa novamente. Ao fazer isso, a linha fica emaranhada e Ahab se inclina para soltá-la. Ao fazê-lo, a linha dá voltas em volta do pescoço de Ahab e, quando a baleia ferida nada para longe, o capitão é arrastado com ele para fora de vista. O caixão de Queequeg vem à superfície, a única coisa que escapou do vórtice quando Pequod afundou. Por um dia e uma noite, Ishmael flutua nele, até que o Rachel, ainda procurando por seus marinheiros perdidos, o resgata.

## Edições

### Originais
- Melville, H. The Whale. London: Richard Bentley, 1851. 3 vols. (viii, 312; iv, 303; iv, 328 pp.). Publicado em 18 de outubro de 1851.
- Melville, H., Moby-Dick; or, The Whale. New York: Harper and Brothers, 1851. xxiii, 635 pp. Provavelmente Publicado em 14 de novembro de 1851.

### Brasileiras
- Melville, H., Moby Dick, a fera do mar. São Paulo: Cia. Editorial Nacional, 1935. Coleção Paratodos, vol. 4; Tradução por Monteiro Lobato e Adalberto Rochsteiner[33].
- Melville, H., Moby Dick, ou a baleia. Coleção Fogos Cruzados. Rio de Janeiro: José Olympio, 1950 / Coleção Fogos Cruzados. Rio de Janeiro: Ediouro, 1967 / Rio de Janeiro: Francisco Alves, 1982 / São Paulo: Publifolha, 1998; Tradução por Berenice Xavier e prefácio por Rachel de Queiroz.[33]
- Melville, H., Moby Dick. Rio de Janeiro: Ebal, 1957 (Dell Publishing). Cinemin n. 65.[33]
- Melville, H., Moby Dick, a baleia branca. São Paulo: Scipione, 1985. Adaptação de Werner Zotz.[33]
- Melville, H., A Baleia Branca. São Paulo: Cia das Letras, 1998. Tradução de Carlos Sussekind e Adaptação e arte de Will Eisner.[33]
- Melville, H., Moby Dick, ou, A baleia. São Paulo: Cosac Naify, 2008. Tradução de Irene Hirsch e Alexandre Barbosa de Souza, tradução dos apêndices de Bruno Gambarotto.[33][nota 8]

### Portuguesas
- Melville, H., Moby Dick - A Baleia Branca. Lisboa: Portugália Editora, 1961; Tradução por Alsácia Fontes Machado
- Melville, H., Moby Dick. Lisboa: Estúdios Cor, 1962; Tradução por Alfredo Margarido e Daniel Gonçalves
- Melville, H., Moby Dick. Lisboa: Amigos fo Livro, 1977. Tradução por Raul Correia
- Melville, H., Moby Dick - A Baleia Branca. Mem Martins: Europa-América, 1994; Tradução por Maria da Graça Pinhão
- Melville, H., Moby Dick. Lisboa: Verbo, 2000; Tradução por Maria Guerne
- Melville, H., Moby Dick ou, A Baleia. Porto: Público Comunicação Social, 2004; Tradução por Lúcia do Carmo Cabrita Harris
- Melville, H., Moby Dick. Lisboa: Relógio d'Água, 2005; Tradução por Alfredo Margarido e Daniel Gonçalves; Revisão por Raquel Dang e Frederico Sequeira

## Na cultura popular
- Moby Dick foi um desenho animado da Hanna-Barbera, exibido pelo canal estadunidense CBS durante o período de 1967-1969 (no original Moby Dick and the Mighty Mightor);
- "Moby Dick" é uma música instrumental do segundo disco da banda Led Zeppelin, famosa pelo solo de bateria de John Bonham;
- No desenho, dois adolescentes Tom e Tub são resgatados pela grande baleia branca Moby Dick após um naufrágio. Juntos com o mascote Scooby, eles enfrentam os perigos do fundo do mar;
- Em um episódio do desenho de Tom e Jerry, Tom e Jerry se deparam na embarcação The Pequod e encontram Dick Moe (paródia de Moby Dick) e o capitão;
- Aparece também como sátira em um desenho do Pica-Pau, intitulado "Dopey Dick", onde a cor da baleia é rosa ao invés do branco;
- Alguns nomes e termos relacionados ao livro são mencionados no jogo eletrônico Metal Gear Solid V: The Phantom Pain;
- A banda Norte-americana Mastodon fez seu segundo álbum Leviathan baseados nos contos de Moby Dick;
- A Starbucks Company foi nomeada desta forma por um dos fundadores e amante da literatura, Jerry, em homenagem ao marinheiro Starbuck  da obra Moby Dick, já que este nome evocava o romance em alto mar e a tradição de navegação dos primeiros vendedores de café da história;
- A obra foi adaptada para histórias em quadrinhos em diversas oportunidades. Quadrinistas como Dino Battaglia, Paul Gillon e Bill Sienkiewicz tiveram suas versões publicadas. Em 2001, foi publicada em volume único pela editora NBM nos Estados Unidos, a adaptação produzida por Will Eisner,[34] autor considerado um dos maiores quadrinistas de todos os tempos. Em 2014, o francês Christophe Chabouté adaptou o romance de Herman Melville em dois volumes. Em 2017, foi publicada uma edição integral, onde reunia os dois volumes em uma só edição. (Publicado no Brasil, no mesmo ano de 2017, pela editora Pipoca e Nanquim).[35]